# Eocronartiaceae
Eocronartiaceae – rodzina grzybów z rzędu płaskolepkowców (Platygloeales).

## Systematyka
Rodzinę tę do taksonomii grzybów wprowadził Walter Jülich w 1982 r. Należą do niej rodzaje:
- Eocronartium G.F. Atk. 1902 – goździolepek
- Herpobasidium Lind 1908 – wrzodek
- Jola Möller 1895
- Platycarpa Couch 1949
- Ptechetelium Oberw. & Bandoni 1984

Polskie nazwy na podstawie pracy Władysława Wojewody z 2003 r.